# Lajatico
Lajatico is een gemeente in de Italiaanse provincie Pisa (regio Toscane) en telt 1353 inwoners (31-12-2004). De oppervlakte bedraagt 72,3 km², de bevolkingsdichtheid is 19 inwoners per km².
De volgende frazioni maken deel uit van de gemeente: Orciatico, La Sterza, San Giovanni.

## Demografie
Lajatico telt ongeveer 578 huishoudens. Het aantal inwoners daalde in de periode 1991-2001 met 5,8% volgens cijfers uit de tienjaarlijkse volkstellingen van ISTAT.
| Jaar | Inwoneraantal |
| ---- | ------------- |
| 1991 | 1475          |
| 2001 | 1389          |

## Geografie
De gemeente ligt op ongeveer 205 m boven zeeniveau.
Lajatico grenst aan de volgende gemeenten: Chianni, Montecatini Val di Cecina, Peccioli, Riparbella, Terricciola, Volterra.

## Geboren in Lajatico
- Andrea Bocelli (1958), muzikant